# Савез либерала и демократа за Европу
Савез либерала и демократа за Европу је европска политичка партија, активна претежно у Европској унији, чине је 67 либералних и либерално-демократских странака из целе Европе. АЛДЕ је чланица Либералне интернационале.
Од 2010. године, АЛДЕ је трећа по величини политичка групација у Европском парламенту, у коме има 74 посланика. Има и 8 чланова у Европској комисији. Од 27 земаља чланица Европске уније, у два су премијери либерали: Андрус Ансип из Естоније (Реформистичка партија), и Марк Руте из Холандије (Народна партија за слободу и демократију). Председник немачке либералне странкеСлободни демократи је Кристијан Лиднер, а председник британских Либералних демократа, Ник Клег, заменик је премијера Уједињеног Краљевства. Либерали такође учествују у власти у још три државе ЕУ: Белгији, Литванији, и Шведској.
У Европском парламенту АЛДЕ представља парламентарна група Савез либерала и демократа Европе, формирана са Европском демократском партијом, и коју предводи Ги Верхофштат, бивши белгијски премијер.
Омладинско крило, АЛДЕ је Европска либерална омладина, коју чине углавном омладинске и студентске либералне организације из Европе. Омладином председава белгијски политичар Алојз Риго, који је изабран у мају 2008. године. Европска либерална омладина има преко 200.000 чланова.

## Руководство
Председник АЛДЕ је Грејем Вотсон, британски политичар изабран 2011. године.

## Потпредседници АЛДЕ
- Лусевис ван дер Лан (Демократе 66, Холандија)
- Александер гроф Ламбсдорф (Странка слободних демократа (Немачка), Немачка)
- Марк Гереро (Демократска конвергенција Каталоније, Шпанија)
- Рамона Манеску (Национално либерална партија, Румунија)
- Леолука Орландо (Италија вредности, Италија)
- Дик Роше (Фиана Фаил, Ирска)
- Астрид Торс (Шведска народна партија у Финској, Финска)

## Руководство АЛДЕ
- Ги Верховштат (Фламански либерали и демократи, Белгија) — председник АЛДЕ у Европском парламенту.
- Ан Брасур (Демократска партија, Луксембург) — председник АЛДЕ у Парламентарној скупштини Савета Европе.
- Фло Клукас (Либерални демократи, В. Британија) — председник АЛДЕ у Комитету региона.

## Остали чланови руководства
- Вили де Клерк (Фламански либерали и демократи, Белгија) — почасни председник.
- Федерика Сабати (Италија) — генерални секретар АЛДЕ.
- Александар Белс (Народна партија за слободу и демократију, Холандија) — генерални секретар АЛДЕ.
- Јероен Дипемат (Реформистички покрет, Белгија) — председник Либералне омладине.
- Ханс ван Бален (Народна партија за слободу и демократију, Холандија) — председник Либералне интернационале.

## Бивши председници
- 1978—1981: Гастон Торн
- 1981—1985: Вили де Клерк
- 1985—1990: Колет Флеш
- 1990—1995: Вили де Клерк
- 1995—2000: Уфе Елеман-Јенсен
- 2000—2005: Вернер Хојер
- 2005—2011: Анеми Нејтс-Јутеброк
- 2011—2015: Грејем Вотсон
- 2015—данас: Ханс ван Бален

## Европски комесари
- Карел де Гухт (Фламански либерали и демократи) — комесар за трговину.
- Мери Геогеган-Квин (Фиана Фаил) — комесар за науку и развој.
- Сим Калас (Партија реформе) — потпредседник комисије и комесар за саобраћај.
- Нели Кроес (Народна партија) — потпредседник комисије и комесар за информатичко друштво и медије.
- Сесилија Малмстрем (Либерална народна партија) — комесар за унутрашње послове.
- Јанез Поточник (Либерални демократи Словеније) — комесар за животну средину.
- Оли Рен (Партија центра) — комесар за економију и финансије.
- Андрула Василиу (Уједињене демократе) — комесар за образовање, културу, мултијезичност и омладину.

## Партије чланице
Аустрија
- Либерални форум (Liberales Forum)

Белгија
- Фламански либерали и демократи
- Реформски покрет

Бугарска
- Покрет за право и слободу (Dvizhenie za prava i svobodi)
- Национални покрет за стабилност и напредак (Nacionalno dviženie za stabilnost i vǎzhod)

Данска
- Данска социјално-либерална партија
- Либерална партија

Естонија
- Естонска партија центра
- Естонска партија реформе (Eesti Reformierakond)

Ирска
- Фаина Фаил (Fianna Fáil)

Италија
- Италија вредности (Italia dei Valori)
- Европски републикански покрет
- Италијански радикали (Radicali Italiani)
- Италијанска републиканска партија

Кипар
- Уједињени демократи

Летонија
- Летонски пут (Latvijas Ceļš)

Литванија
- Савез Либерала и Центра (Liberalų ir centro sąjunga)
- Нови савез (Социјал Либерали) (Naujoji sąjunga (socialliberalai))
- Покрет либерала Републике Литваније (Lietuvos Respublikos liberalu sajudis)

Луксембург
- Демократска партија

Мађарска
- Алијанса слободних демократа

Немачка
- Странка слободних демократа

Пољска
- Демократска партија-demokraci.pl (Partia Demokratyczna — demokraci.pl)

Румунија
- Национална либерална партија

Словачка
- Слободни форум (Slobodné fórum)

Словенија
- Либерална демократија Словенија (Liberalna demokracija Slovenije)
- Заиста (Zares)

Уједињено Краљевство
- Либерални демократи
- Алијанса Северне Ирске

Француска
- Радикална левица (Parti radical de gauche)

Финска
- Партија центра
- Шведска народна партија

Холандија
- Демократи 66 (Democraten 66)
- Народна партија за слободу и демократију (Volkspartij voor Vrijheid en Democratie)

Шведска
- Партија центра
- Либерална народна партија

Шпанија
- Демократска конвергенција Каталоније (Convergència Democràtica de Catalunya)
- Унија Мајорке (Unió Mallorquina)
- Либерално демократски центар (Centro Democrático Liberal)

## Партије изван ЕУ
Андора
- Либерална партија Андоре

Азербејџан
- Мусават

Босна и Херцеговина
- Либерално демократска партија

 Црна Гора
- Либерална партија Црне Горе

Грузија
- Републиканска партија Грузије

Јерменија
- Свејерменски национални покрет

Косово (УНМИК)
- Нови савез Косова
- Либерална партија Косова

Македонија БЈРМ
- Либерална партија Македоније
- Либерално демократска партија

Молдавија
- Алијанса Наша Молдавија

Норвешка
- Либерална партија Норвешке

Русија
- Руски народно демократски савез
- Јаблоко

Србија
- Либерално демократска партија (Србија)

Хрватска
- Хрватска народна странка
- Хрватска социјал либерална странка
- Истарски демократски сабор

Швајцарска
- Слободна демократска партија